# Висадження (підривання) уповільнене
Ви́садження (підрива́ння) упові́льнене, (рос. взрывание замедленное, англ. delay firing, delay blasting; нім. verzögertes Sprengen n) — послідовне висаджування зарядів в одній групі або послідовне висаджування декількох груп або рядів через задані проміжки часу, що називаються інтервалами уповільнення.

## Опис уповільненого висадження
Висадження (підривання) уповільнене може бути здійснене за допомогою електродетонаторів уповільненої дії з інтервалами від частки секунди до декількох секунд, а також шляхом електрозапалювальних трубок; величина інтервалу уповільнення в цьому випадку регулюється зменшенням довжини відрізка вогнепровідного шнура в трубці. Застосовується при проведенні підземних гірн. виробок (безпечних за газом або(та) пилом), при висадженні гірських порід на викид і скидання.
Висадження (підривання) уповільнене здійснюється електричним, вогневим або електровогневим способом. При електровисадженні інтервали уповільнення становлять 0,5; 1; 2; 4; 6; 8 і 10 с. Точного інтервалу уповільнення при вогневому і електровогневому висадженні отримати не можна. Заряди при В.у. розташовуються так, щоб виключалася можливість їх пошкодження або порушення вибухом попередніх зарядів.

## Висадження (підривання) короткоуповільнене
Висадження (підривання) короткоуповільнене — послідовне висаджування окремих зарядів або окремих груп зарядів із заздалегідь заданими проміжками часу, що вимірюються мілісекундами. Здійснюється звичайно при застосуванні електродетонаторів короткоуповільненої дії, а при висаджуванні детонуючим шнуром — шляхом піротехнічних уповільнювачів. Застосування В.к. зменшує сейсмічну дію вибуху та збільшує корисне використання його енергії, внаслідок чого зменшується питома витрата ВР, покращується дроблення середовища вибухом, зменшуються заколи і ширина розвалу підірваної маси. Послідовність висаджування окремих зарядів або їхніх груп в часі і просторі характеризується схемою розстановки уповільнень. Впровадження В.к. на гірнич. підприємствах дозволило застосовувати на кар'єрах багаторядне висадження свердловинних зарядів і істотно збільшити обсяг масових вибухів при зростанні інтенсивності дроблення порід і зниженні сейсмічного впливу на навколишні споруди; поліпшити техніко-економічні показники роботи бурового, вантажного і трансп. обладнання; збільшити безпеку виконання вибухових робіт в шахтах, небезпечних за вибухом газу або пилу і темпи проведення підготовчих виробок.

## Схема уповільнення висаджування
Розстановка уповільнень в групі зарядів, що підриваються уповільненим або короткосповільненим способом, з метою забезпечити послідовність вибуху окремих зарядів, найбільш сприятливу для досягнення необхідного ефекту. При проведенні підземних виробок, як правило, врубові шпури підривають з нульовим ступенем уповільнення, застосовуючи наступні ступені уповільнення послідовно для груп допоміжних, вибійних та оконтурювальних шпурів. При розробці родовищ відкритим способом, а також в очисних вибоях підземних виробок розрізняють такі схеми уповільнення.
При однорядному висаджуванні:
- 1. через один заряд – всі парні заряди в ряді підривають миттєво, а всі непарні – з однаковим уповільненням;
- 2. послідовно-зустрічна – ініціювання здійснюють від центру ряду до його флангів;
- 3. послідовна в ряді – заряди ініціюють з одного флангу послідовно один за одним у напрямку до іншого флангу ряду.

При великій протяжності фронту вибуху і обмеженій кількості інтервалів уповільнення застосовують декілька послідовно-зустрічних груп, утворюючи хвильову схему.